# Zé Nando
José Fernando da Silva Gonçalves (Penafiel, 21 de abril de 1975) mais conhecido por Zé Nando, é um ex-futebolista português que atuava como defesa-esquerdo.

## Carreira de Jogador
Zé Nando começou a jogar como Profissional no clube da sua terra natal, o FC Penafiel em 1994, passou pelo Leça Futebol Clube (1998-1999), pelo Gil Vicente FC (1999-2000), pelo FC Paços de Ferreira (2000-04) e Vitória de Guimarães (2004-05). Depois foi jogar para Chipre pelo AEK Larnaca (2005-07) e AEL Limassol (2007-08) e acabou a sua carreira no FC Penafiel (2008-10).

## Carreira como treinador
No final da temporada de 2009-2010 Zé Nando acabou a sua carreira como jogador iniciando a sua carreira como Treinador-Adjunto no FC Penafiel a convite do atual treinador do clube: Lázaro Oliveira. Também foi treinador das camadas jovens no escalão de iniciados (2010-2011).